# SV Werder Bremen (vrouwenvoetbal)
SV Werder Bremen is een Duitse vrouwenvoetbalclub uit Bremen. Het is de vrouwenafdeling van de Duitse club SV Werder Bremen en komt uit in de Bundesliga.

## Historie
In de jaren 70 had SV Werder Bremen al een vrouwenteam spelend voor het nationaal kampioenschap, maar even later werd de club ontbonden.
In 2007 herstartte SV Werder Bremen met een vrouwenploeg. In het seizoen 2008/09 promoveerde de ploeg naar de 2de Bundesliga. Op 27 september 2009 maakte Doreen Nabwire de eerste twee doelpunten van SV Werder Bremen in deze competitie in een wedstrijd tegen Hamburger SV II.
In het seizoen 2014/15 promoveerde SV Werder Bremen vrouwen voor het eerst in de historie naar de Bundesliga door op de tweede plaats te eindigen. Door financiële redenen kon het op de eerste plaats geëindigde 1. FC Lübars niet promoveren waardoor SV Werder Bremen deze plek mocht overnemen. In het seizoen 2015/16 degradeerde de club weer terug naar de tweede Bundesliga, maar het seizoen erna wist SV Werder Bremen gelijk weer terug te promoveren. De club lukte het in het seizoen 2019/20 opnieuw om na een seizoen in de tweede Bundesliga gelijk weer terug naar het hoogste niveau te promoveren.

## Selectie
Bijgewerkt tot 25 mei 2024
| Nr.           | Nat.                 | Naam                     | Vorige club            |
| ------------- | -------------------- | ------------------------ | ---------------------- |
| Keepers       |                      |                          |                        |
| 1             | Vlag van Zwitserland | Livia Peng               | BK Häcken              |
| 31            | Vlag van Duitsland   | Hannah Etzold            | Jeugd                  |
| 32            | Vlag van Noorwegen   | Guro Pettersen           | Vålerenga IF           |
| 33            | Vlag van Colombia    | Catalina Pérez Jaramillo | Avaí FC                |
| Verdedigers   |                      |                          |                        |
| 5             | Vlag van Duitsland   | Michelle Ulbrich         | Jeugd                  |
| 8             | Vlag van Duitsland   | Michelle Weiß            | Jeugd                  |
| 14            | Vlag van Duitsland   | Michaela Brandenburg     | SC Sand                |
| 16            | Vlag van Duitsland   | Emilie Bernhardt         | FC Ingolstadt          |
| 23            | Vlag van Hongarije   | Hanna Németh             | Ferencvaros            |
| 21            | Vlag van Duitsland   | Jette Behrens            | Jeugd                  |
| Middenvelders |                      |                          |                        |
| 3             | Vlag van Duitsland   | Mathilde Janzen          | TSG 1899 Hoffenheim    |
| 6             | Vlag van Duitsland   | Reena Wichmann           | Jeugd                  |
| 13            | Vlag van Duitsland   | Ricarda Walkling         | FC Bayern München      |
| 15            | Vlag van Duitsland   | Jasmin Sehan             | SC Sand                |
| 17            | Vlag van Duitsland   | Amira Dahl               | Hamburger SV           |
| 18            | Vlag van Duitsland   | Lina Hausicke            | USV Jena               |
| 19            | Vlag van Duitsland   | Saskia Matheis           | Eintracht Frankfurt    |
| 21            | Vlag van Duitsland   | Chiara Hahn              | 1. FFC Frankfurt       |
| 22            | Vlag van Duitsland   | Rieke Dieckmann          | FC Twente              |
| 27            | Vlag van Duitsland   | Nina Lührßen             | Jeugd                  |
| 28            | Vlag van Duitsland   | Juliane Wirtz            | Bayer 04 Leverkusen    |
| 29            | Vlag van Duitsland   | Melina Kunkel            | Jeugd                  |
| 37            | Vlag van Duitsland   | Lena Dahms               | Jeugd                  |
| Aanvallers    |                      |                          |                        |
| 9             | Vlag van Duitsland   | Sophie Weidauer          | 1. FFC Turbine Potsdam |
| 10            | Vlag van Duitsland   | Tuana Mahmoud            | Jeugd                  |
| 11            | Vlag van Slovenië    | Maja Sternad             | Arminia Bielefeld      |
| 20            | Vlag van Duitsland   | Christin Meyer           | FC Carl Zeiss Jena     |

SV Werder Bremen · 
MSV Duisburg · 
SG Essen-Schönebeck · 
Eintracht Frankfurt ·
SC Freiburg · 
TSG 1899 Hoffenheim · 
1. FC Köln · 
RB Leipzig ·
Bayer 04 Leverkusen · 
FC Bayern München · 
1. FC Nürnberg · 
VfL Wolfsburg